# Дом Рубанчика
Дом Рубанчика — старинный двухэтажный дом в центральной части Таганрога (Тургеневский пер., 12), памятник архитектуры XIX века. Относится к памятникам архитектуры, входит в число объектов культурного наследия Российской Федерации под кодом 6101261000.

## История
По проекту 1873 года к существующему двухэтажному дому через арочные ворота были достроены два окна и подъезд по первому этажу, а по второму этажу — три окна и балкон над воротами.
До 1906 года домовладение принадлежало семейству Сарандино, а с 1906 по 1915 год — И. Я. Рубанчику. В 1910-х годах И. Я. Рубанчик держал здесь частную фотографию.
Также известен в краеведческой литературе как дом Сарандино.

## Архитектурные особенности
Фасад здания украшен дентикулами («ордерными сухариками»), рустами, наличниками окон.

## Известные обитатели дома
- Рубанчик, Яков Осипович (1899—1948) — советский архитектор, художник.[2]

## Современное состояние
Фасад дома обезображен пристроенным одноэтажным входом в магазин, расположенный в подвальном помещении, металопластиковыми окнами, примитивными металлическими оконными решётками.

Дом существенно пострадал в 2010-х годах при строительстве граничащим с ним торгово-развлекательным комплексом «Европейский квартал».